# Trần Ninh Hồ
Trần Ninh Hồ (tên khai sinh Trần Hữu Hỷ, sinh năm 1943) là nhà thơ, nhà văn Việt Nam, được tặng Giải thưởng Nhà nước về Văn học Nghệ thuật vào năm 2012.

## Tiểu sử
Trần Ninh Hồ (tên khai sinh Trần Hữu Hỷ) sinh ngày 23 tháng 7 năm 1943 tại xã Quảng Minh, huyện Việt Yên, tỉnh Bắc Giang.
Năm 1962, tốt nghiệp phổ thông, Trần Ninh Hồ tham gia Thanh niên xung phong, tình nguyện lên tỉnh miền núi Tuyên Quang dạy học. Từ năm 1968 đến 1971, ông làm việc tại Ty Văn hóa Hà Bắc. Từ năm 1971 đến 1975, ông nhập ngũ, có mặt ở chiến trường miền Đông Nam Bộ. Sau đó, ông được cử sang làm phóng viên tờ Văn nghệ Quân giải phóng Đông Nam Bộ, rồi làm Trưởng ban Biên tập báo Văn nghệ giải phóng.
Năm 1977, ông ra Bắc, công tác tại báo Văn nghệ tới năm 1996, kinh qua các vị trí Trưởng ban Văn xuôi, Trưởng ban Thơ, Trưởng ban Phóng viên. Trong thời gian này, ông dự khóa nghiên cứu ngắn hạn cấp cao năm 1988 tại Học viện văn học M. Gorky, Mátxcơva, Liên xô (cũ). Ngoài ra ông còn kiêm nhiệm chức vụ Phó ban công tác nhà văn trẻ (1983 – 2000).
Năm 1996, ông đảm nhiệm chức vụ Giám đốc Bảo tàng Văn học Việt Nam thuộc Hội Nhà văn Việt Nam cho đến năm 2002 thì xin nghỉ vì thấy không hợp với công tác quản lý. Từ năm 2002, ông làm việc tại Ban sáng tác Hội Nhà văn Việt Nam, làm Chủ tịch Hội đồng thơ Hội Nhà văn Việt Nam giai đoạn 2017-2018.
Ông là đảng viên Đảng Cộng sản Việt Nam; hội viên Hội Nhà văn Việt Nam từ năm 1976; hội viên Hội Nhà báo Việt Nam.
Hiện ông sống tại Hà Nội.

## Sự nghiệp
Trong những năm làm thanh niên xung phong ở Tuyên Quang, Trần Ninh Hồ đã bắt đầu đăng truyện ngắn trên các báo và sớm nổi tiếng ở lĩnh vực văn xuôi. Những năm 1970, truyện ngắn ''Trong những món ăn truyền lại'' của ông được giải Nhì trong cuộc thi của báo Văn nghệ, đã làm ông trở thành một trong những cây bút trẻ được quan tâm nhất thời bấy giờ. Trong giai đoạn nhập ngũ, Trần Ninh Hồ đã đoạt giải thưởng truyện ngắn hay trên Tạp chí Văn nghệ Quân đội 1973 – 1975, và giải thưởng truyện ngắn hay 10 năm của Văn nghệ giải phóng.
Tuy nhiên, thơ là lĩnh vực Trần Ninh Hồ đặt nhiều tâm huyết. Tính đến nay, Trần Ninh Hồ đã cho xuất bản gần chục tập thơ. Trong đó, tập thơ "Thấp thoáng trăm năm" được trao tặng thưởng năm 1996 của Hội Nhà văn Việt Nam.  Đứng về mặt thi pháp, thơ Trần Ninh Hồ nghiêng về trường phái tân cổ điển, mà theo cách gọi của ông, thì nó là phục hưng mới, vừa truyền thống, vừa cách tân. Ông nói: "Trong sáng tác, tôi rất thích quan niệm của Viên Mai, một học giả đời Thanh ở bên Trung Quốc: Trong thơ, ý tứ như ông chủ, còn ngôn ngữ chỉ như đầy tớ. Một khi không có ông chủ thì lũ đầy tớ mặc quần áo đẹp để làm gì!".
| “                      | Thơ là điện tâm đồ được vẽ bằng chữ, có nhạc nổi, nhạc chìm. Thơ quan trọng đến nỗi, trong lịch sử sáng tạo văn học nghệ thuật, nó đồng nghĩa với cái Đẹp, với tất cả niềm khát khao hoàn mỹ của một trung tâm tỏa sáng. | ” |
| — nhà thơ Trần Ninh Hồ | |   |

Ngoài ra, ông làm nhiều thứ khác để mưu sinh thuần túy như viết báo, viết phê bình văn học, viết bản kịch phim... Vào dịp kỷ niệm 1000 năm Thăng Long – Hà Nội, ông đã cùng nhà văn Nguyễn Khắc Phục đã viết xong kịch bản phim tài liệu 12 tập.
Trần Ninh Hồ còn có bài văn Cuộc họp của chữ viết được đưa vào làm bài tập đọc để dạy cho cả lớp 3 và lớp 5 trong bộ sách giáo khoa Tiếng Việt cấp tiểu học hiện nay. Một bài được dạy 2 lần là chuyện khá hiếm.
Bài thơ 5 khổ Nắng gió mây hoa trăng của Trần Ninh Hồ đã gợi cho nhạc sĩ Thanh Tùng (1948 – 2016) viết tình khúc nổi tiếng Giọt nắng bên thềm. Chuyện kể rằng, sinh thời có lần nhạc sĩ Thanh Tùng ra Hà Nội chỉ để nhờ Giám đốc Công an Thành phố, một người rất văn nghệ, tìm bằng được Trần Ninh Hồ để nhạc sĩ gửi lời cảm ơn.
Các tác phẩm đã xuất bản đáng chú ý: Vườn hoa cổng ô (truyện ngắn, NXB Văn học, 1973), Điều không ngờ tới (truyện ngắn, NXB Quân đội, 1984), Những vòng vây (kịch dài, NXB Sân khấu, 1989), Trăng hai mùa (thơ, NXB Giải phóng, 1976), Viết cho một người (thơ, NXB Thanh niên, 1990), Thơ gửi cho thơ (thơ, NXB Văn hóa Thông tin, 1999), Cho người tôi thương nhớ (thơ, NXB Hội Nhà văn, 2004)...
Năm 2012, ông được tặng Giải thưởng Nhà nước về Văn học Nghệ thuật với cụm tác phẩm: Thấp thoáng trăm năm (tập thơ); Trăng hai mùa (tập thơ).

## Tác phẩm chính

### Tập truyện ngắn
- Vườn hoa cổng ô (1973)
- Ở trận (1976)
- Điều không ngờ tới (1984)
- Thư cuối năm (1985)
- 14 truyện ngắn tuyển chọn (2014)
- 3 truyện dài sân khấu (1978-2018)
- Ba truyện dài sân khấu (2019)…

### Tập thơ
- Trăng hai mùa (1976)
- Viết cho một người (1990)
- Thấp thoáng trăm năm (1996)
- Giấc mơ vách núi (1999)
- Thơ gửi cho thơ (1999)
- Lữ thứ với con người (2004)
- Cho người tôi thương nhớ (2005)
- Nhớ và quên (2008)
- Trần Ninh Hồ tuyển thơ (2010)
- Những dấu ấn chưa qua (2018)

### Kịch
- Những vòng vây (NXB Sân khấu, 1989).

Nguồn:

## Vinh danh
- Giải thưởng Nhà nước về Văn học Nghệ thuật năm 2012

### Giải thưởng văn học
- Giải nhì Cuộc thi truyện ngắn báo Văn nghệ 1970-1971.
- Giải thưởng truyện ngắn hay tạp chí Văn nghệ quân đội 1973, 1975.
- Giải thưởng truyện ngắn hay 10 năm báo Văn nghệ Giải phóng.
- Tặng thưởng tập thơ hay Hội Nhà văn Việt Nam 1996.

## Đời tư
Thời gian Trần Ninh Hồ nhập ngũ ra trận, ở quê nhà, người vợ đầu của ông nghe tin ông đã hy sinh ở chiến trường nên người đã đi bước nữa. Khi về, biết chuyện, ông không trách cứ, không gây hấn mà còn lên Ty Giáo dục xin xóa kỷ luật cho hai người. Ông đã mang đứa con trai của mình, khi đó mới 4-5 tuổi lên Hà Nội, hai cha con sống cùng nhau.